# (329) Svea

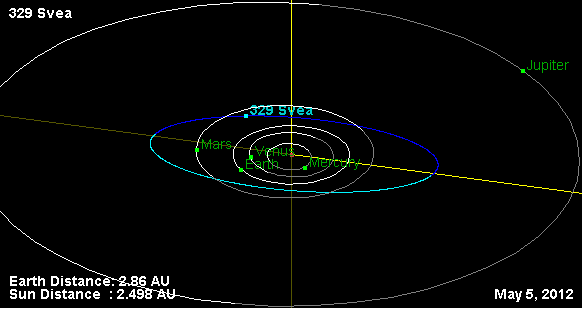

(329) Svea est un astéroïde de la ceinture principale découvert par Max Wolf le 21 mars 1892. Il fut nommé en hommage à la Suède en expression latine.